# Малай (Азербайджан)
Малай (азерб. Malay) — село в Агдашском районе Азербайджана.

## Этимология
Прежнее название села — Малайкумлагы. Название происходит от рода Малайлы.

## История
Село Малай в 1913 году согласно административно-территориальному делению Елизаветпольской губернии относилось к Мурсальскому сельскому обществу Арешского уезда.
В 1926 году согласно административно-территориальному делению Азербайджанской ССР село относилось к дайре Гаджи-Алилы Арешского уезда.
После реформы административного деления и упразднения уездов в 1929 году был образован Карадаглинский сельсовет в Агдашском районе Азербайджанской ССР.
Согласно административному делению 1961 и 1977 года село Малай входило в Карадаглинский сельсовет Агдашского района Азербайджанской ССР.
В 1999 году в Азербайджане была проведена административная реформа и был учрежден Карадаглинский муниципалитет Агдашского района, куда и вошло село.

## География
Малай расположен на берегу каналов Малайарх и Гариблиарх.
Село находится в 12 км от центра муниципалитета Карадаглы, в 13 км от райцентра Агдаш и в 247 км от Баку. Ближайшая железнодорожная станция — Ляки.
Село находится на высоте 21 метрнад уровнем моря.

## Население
По материалам посемейных списков на 1886 год, в Малае насчитывалось 160 жителей (31 дым) и все «татары»-сунниты (азербайджанцы-сунниты).
| Численность населения | Численность населения | Численность населения |
| 1886                  | 1985                  | 2009                  |
| --------------------- | --------------------- | --------------------- |
| 160                   | ↗310                  | ↗334                  |

Население занимается выращиванием зерновых.

## Климат
| Показатель                                             | Янв. | Фев. | Март | Апр. | Май  | Июнь | Июль | Авг. | Сен. | Окт. | Нояб. | Дек. | Год  |
| ------------------------------------------------------ | ---- | ---- | ---- | ---- | ---- | ---- | ---- | ---- | ---- | ---- | ----- | ---- | ---- |
| Средний суточный максимум, °C                          | 7,1  | 8,4  | 12,6 | 20,7 | 25,7 | 29,9 | 33,8 | 32,5 | 28,2 | 21,1 | 14,3  | 9,2  | 20,3 |
| Средняя температура, °C                                | 3,0  | 4,3  | 8,1  | 14,8 | 19,7 | 24,0 | 27,5 | 26,3 | 22,4 | 16,0 | 10,1  | 5,2  | 15,1 |
| Средний суточный минимум, °C                           | −1   | 0,2  | 3,7  | 9    | 13,8 | 18,2 | 21,2 | 20,1 | 16,6 | 11   | 6     | 1,2  | 10   |
| Норма осадков, мм                                      | 22   | 27   | 30   | 40   | 55   | 43   | 22   | 25   | 25   | 53   | 31    | 25   | 398  |
| Источник: http://en.climate-data.org/location/992259/6 |      |      |      |      |      |      |      |      |      |      |       |      |      |

Среднегодовая температура воздуха в селе составляет +15,1 °C. В селе семиаридный климат.

## Инфраструктура
В селе расположены школа и мечеть. В 2018 году начато строительство новой школы.